# Nowa Ruda
Nowa Ruda (in slesiano Nowo Ruda, in tedesco Neurode, in ceco Nová Ruda) è una città polacca del distretto di Kłodzko nel voivodato della Bassa Slesia.
Ricopre una superficie di 37,05 km² e nel 2007 contava 24 169 abitanti.
Località nei dintorni:
- Bartnica (Beutengrund)
- Bieganów (Biehals)
- Bożków (Eckersdorf)
- Czerwieńczyce (Rothwaltersdorf)
- Dworki (Vierhöfe)
- Dzikowiec (Ebersdorf)
- Jugów (Hausdorf)
- Krajanów (Krainsdorf)
- Ludwikowice Kłodzkie (Ludwigsdorf)
- Nowa Wieś Kłodzka (Neudorf)
- Przygórze (Köpprich)
- Sokoleč (Falkenberg)
- Sokolica (Zaughals)
- Świerki (Königswalde)
- Włodowice (Walditz)
- Wolibórz (Volpersdorf)